# Aphroditella parva
Aphroditella parva är en ringmaskart som först beskrevs av Moore 1905.  Aphroditella parva ingår i släktet Aphroditella och familjen Aphroditidae. Inga underarter finns listade i Catalogue of Life.